# Tachyoryctes naivashae
Tachyoryctes naivashae é uma espécie de roedor da família Spalacidae. Endêmico do Quênia, pode ser encontrado em planícies ao sul e sudoeste do Lago Naivasha, próximo a fronteira com a Tanzânia.